# 賴于馬
賴于馬（挪威語：Rauma）是挪威默勒-魯姆斯達爾郡的一個市镇，行政中心为翁達爾斯內斯。市镇面积总计為1,449.26平方公里，2023年人口總計為7,046人，人口密度為5.1人/平方公里。